# Flinta (rzeka)
Flinta – rzeka w Wielkopolsce, prawy dopływ Wełny. Źródła pod Gębiczynem (na wschód od wsi), ujście w Rożnowicach (gmina Rogoźno).

## Przebieg
Całkowita długość - 27 km, średni spadek - 0,75‰. Źródła znajdują się na podmokłych łąkach, objętych ochroną w rezerwacie Źródliska Flinty. Przepływa m.in. przez Ryczywół. Na znacznym odcinku stanowi granicę gmin Oborniki i Rogoźno.

## Przyroda
Niegdyś była dobrym łowiskiem pstrąga potokowego, ale populacja ryby prawie wyginęła. Obecnie prowadzi się działania mające na celu przywrócenie rzece tego gatunku.

## Szlak kajakowy
Od Ryczywołu Flinta jest mało popularnym, urozmaiconym szlakiem kajakowym, dostępnym tylko w porach wyższego stanu wód, zwłaszcza wiosną. Skala trudności oceniana jest na ZWB (łatwy), uciążliwość na U3 (dość uciążliwy), zaś malowniczość na ** (malowniczy).